# タコグラフ

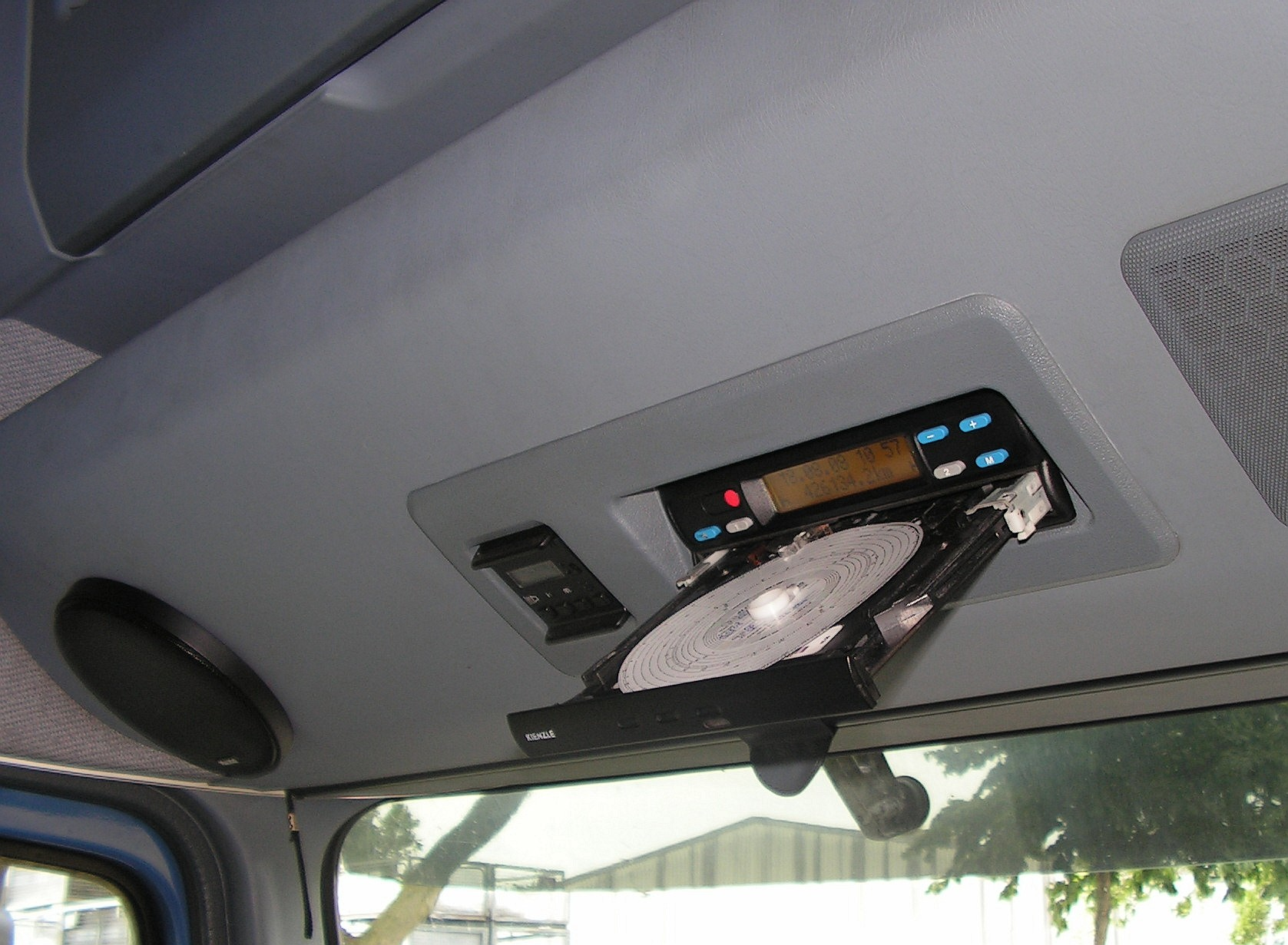
トラックのフロントウィンドウ上部に設置された1DIN形状のタコグラフ。形状は光学ディスクドライブによく似ている。トレイに載っているディスクがタコチャート紙

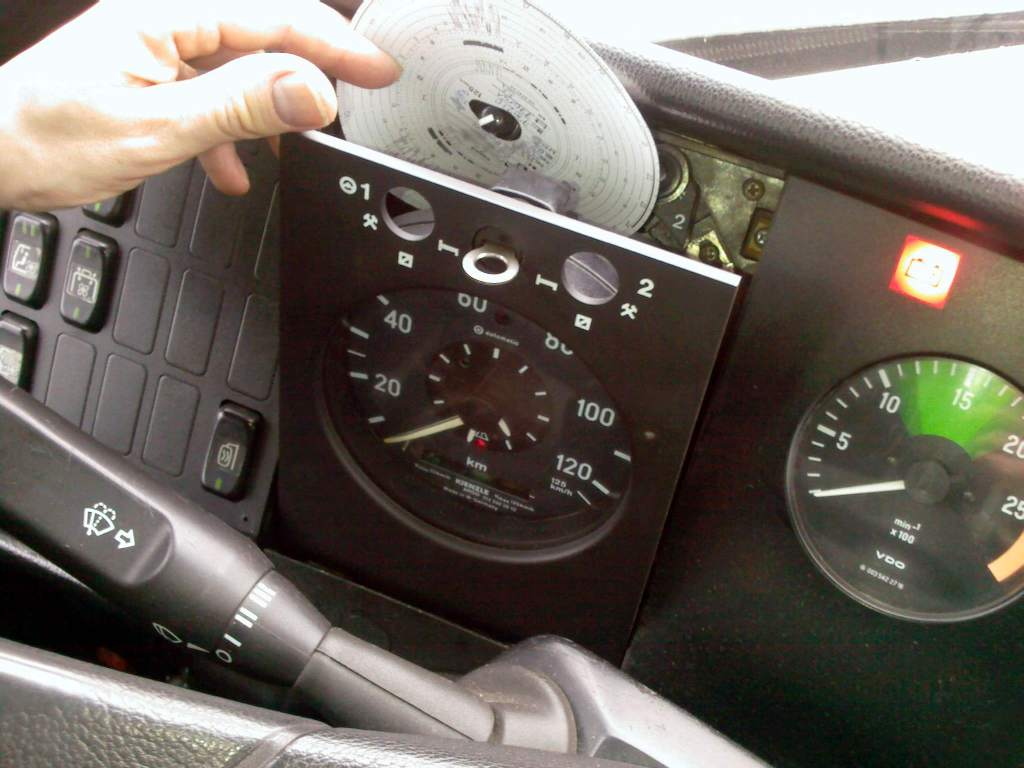
速度計と一体のタコグラフからタコチャート紙を取り出すところ

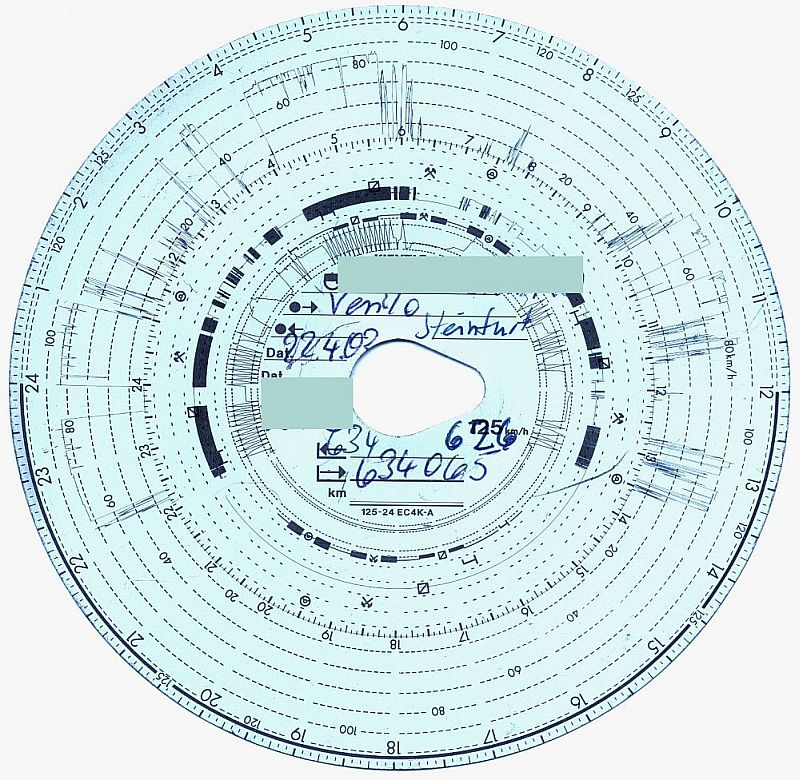
タコチャート紙の記録例

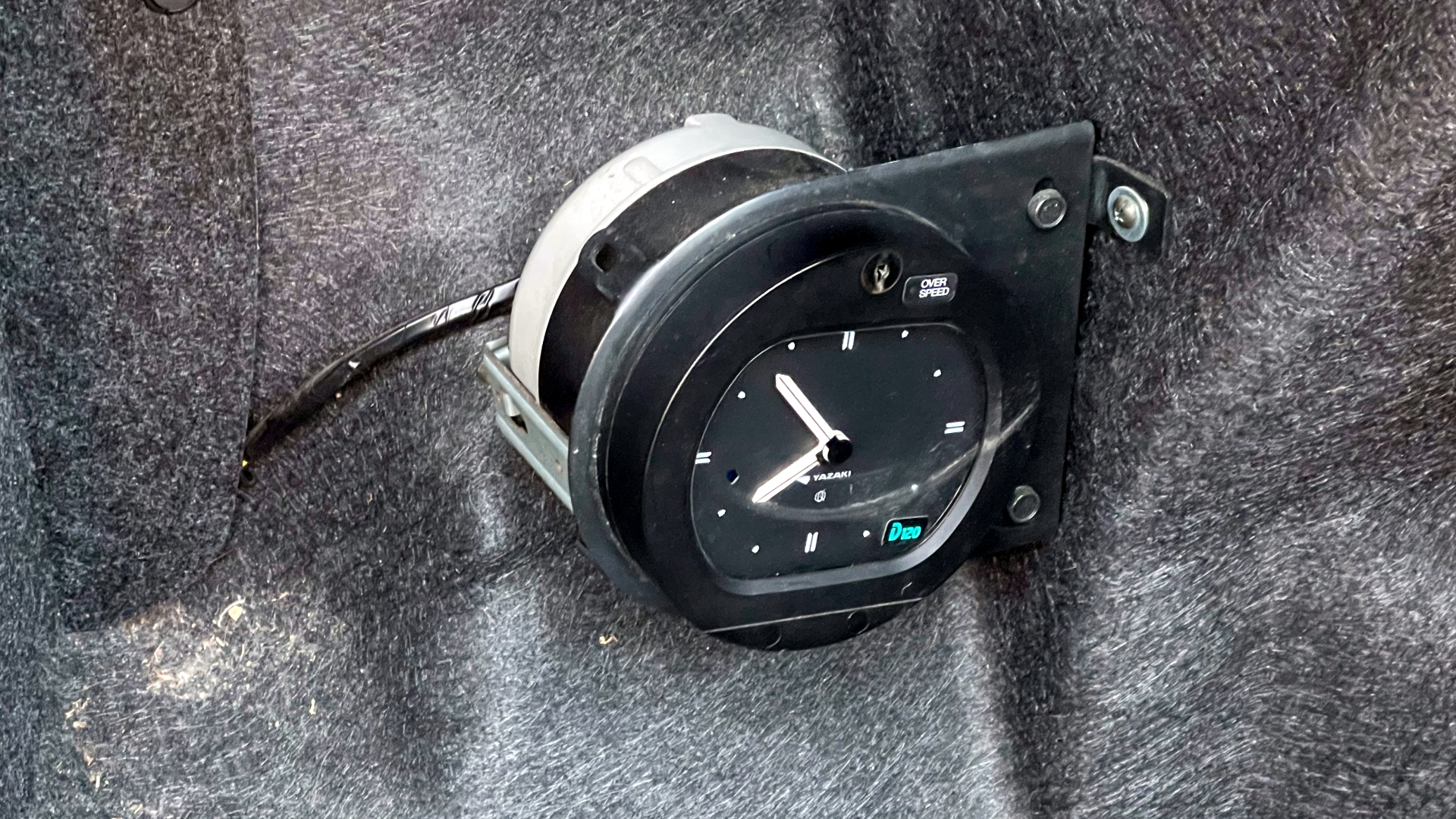
タクシー用タコグラフ。メーターパネルに設置スペースがない関係でトランク内に設置されている。

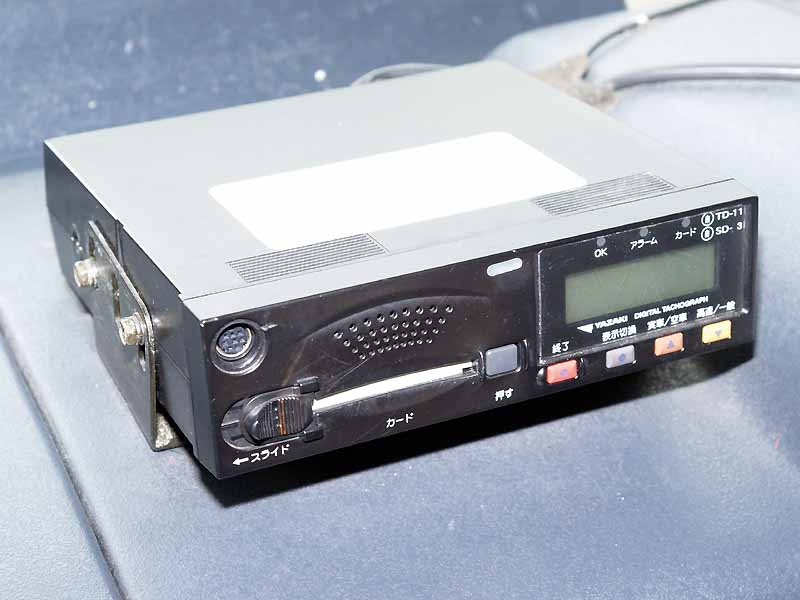
デジタルタコグラフ

タコグラフ（英: tachograph）とは自動車に搭載される運行記録用計器の一種であり、運行時間中の走行速度などの変化をグラフ化することでその車両の稼動状況を把握できるようにした計器である。道路運送車両法に基づく道路運送車両の保安基準には「運行記録計」という名称で、装着を義務づけた車両の種類や、型式認定を受けた機器を使用する旨などが規定されているほか、事業用に用いられる車両については旅客自動車運送事業運輸規則や貨物自動車運送事業輸送安全規則といった国土交通省令によってもタコグラフの装着義務が規定される。
日本では1962年にタコグラフ装着義務対象車が初めて指定され、貸切バス、片道100kmを超える路線バス、路線トラックが対象となった。次いで1967年には総重量8トン以上、および最大積載量5トン以上のトラック、セミトレーラー・フルトレーラーのトラクター（牽引車）、国内15都市のハイヤー・タクシーに拡大、1990年には特別積合せ貨物運送に係わる運行系統に配置する事業用自動車に、そして2015年4月からは車両総重量7トン以上または最大積載量4トン以上のトラックへと段階的に拡大されている。

## 基本構造
自動車の速度計（スピードメーター）は通常、変速機を通過した出力軸から機械的または電気的に回転数情報を得て表示するが、タコグラフもこれを応用している。
一般的な従来型タコグラフのしくみは次の通りである。速度計の裏面に取り付けられた円形の感圧記録紙（タコチャート紙、英: tachograph disk）は、通常24時間に1回転する。走行速度に応じ上下運動する鉄針が定速回転する記録紙を擦ることで、縦軸が速度・横軸が経過時間の2要素からなる折れ線グラフを描く、走行距離は速度と時間の積から判断できる。
速度計を手前に引くと蓋のように開き、記録紙を交換することができる。この開閉部は管理のため施錠することもできる。従来型のタコグラフ装着車は通常この鍵穴や、速度計の針と同軸上に時計が装備されていた事から非装着車との見分けがついた。なお現在では記録紙の交換を容易にするだけでなく、運転席の設計上・デザイン上の理由から、記録部を速度計から分離させ、筐体を1DIN規格とした機種や、タクシーを中心に時計の形状をした機種もある。
時間対走行速度に加え予備針の付いている物は、エンジン回転数 (rev) も要素に含め記録する機種もあり、「レボタコグラフ」と呼ばれる。他には、冷凍冷蔵車では荷室温度、特殊車両の作動油圧なども記録できる機種がある。

## 効用・問題点
運行管理者は速度や運転時間を分析することで、速度超過や無理な長時間運転の予防のための適切な指導が行えるようになったといえる。運転者としても、エンジン回転数の記録が残る事から、自分の運転を客観的に捉えるための参考になる。また、自動車の運転に関しては個々の運転手ごとにいわゆる「運転癖」（ハンドルの切り方・アクセルやブレーキの踏み具合における特徴）が少なからず存在するものであるが、違う人間が運転した場合はその癖の違いがグラフ波形パターンの違いとなって残ることから、同一の運転手がその自動車を連続して運転していたかどうかのおよその推測が付く。労務管理面では運転日報や作業報告書と併せて所定の休憩時間を確保しているか、車両を出勤点呼後に出発し退勤点呼前に入庫したかを確認できる。
一方で、それを過剰な束縛と感じる運転者も少なくない。従来型装置では記録部へ容易に手が入れられたことから、以前は例えば鉄針に輪ゴムをかけ動作を抑制する・下方に曲げるなどして、走行速度を実際より低く報告するといった改竄が常態化し、運行管理上の問題でもあった。
また、タコグラフを搭載した車両の運転手が、加古川バイパスに設置されたオービスによる取締りの際に速度超過で検挙・起訴されたが、タコグラフに記録された速度との誤差の大きさによるオービスの異常を指摘され、結局無罪になったという判例（大阪高裁 平3（う）第230号）がある。

## デジタル化

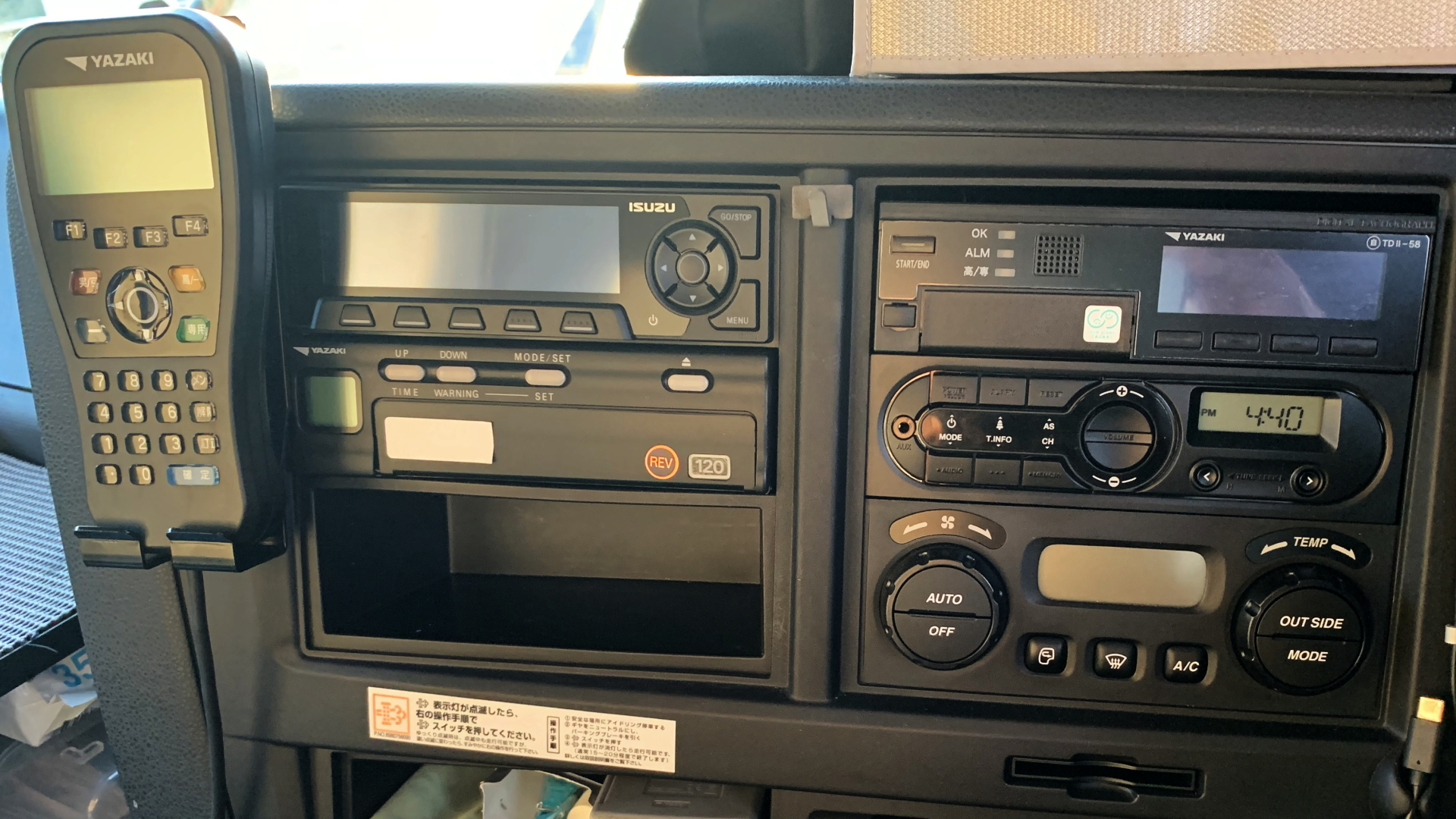
通信型デジタルタコグラフ（ドライブレコーダー一体型）およびハンディターミナル。下段に平型のアナログタコグラフも装着されている

近年では各要素を数値化し電気的に記録するデジタルタコグラフが実用化され、日本では1998年より運輸省（現在の国土交通省）の型式認定対象となっている。記録紙に代わりメモリーカードなどが媒体に使われ、データ出力はパソコンや専用カードリーダーで行うため、運転者によるデータの改ざんは従来式に比べ困難といえる。ユーザーの要求に応じて記録される要素はさまざまで、基本的な速度・時間・距離・エンジン回転数の変化のほか、急加速・急減速検知、ドアの開閉、GPSによる位置情報、実車（営業運行で乗客や荷物を乗せている状態）／空車での走行区間、ハンディターミナルを併用することで荷物の重量・数量、燃料の給油・充填量、停車中の状態（積み込み・荷降ろし・待機・休憩）の入力が可能となる。タクシーメーターではデジタルタコグラフの機能を内蔵した機種が存在し、運行データと併せてタクシーの営業による運賃収入や決済手段などを記録する。またETCと連動して一般道路と高速道路で速度やエンジン回転数の制限警告値の切り替えを行うもの、設定された速度やエンジン回転数、アイドリング時間、連続走行時間を超過したり急加速・急減速を感知したりすると警告灯や音声、文字などで警告を発するものもある。専用のアプリケーションソフトを活用することで運転日報の作成が簡素化され、データの管理や詳細な運行状況の解析、運転者への指導が容易になったほか、通信端末を付加することで運行記録をデータセンターに集約してメモリーカードの携行・装着を不要としたり、車両・事業所間でデータの双方向通信を可能（テレマティクス）とするなど、より最適な配送ルートの検討や臨機的な配車など運行コストの一層の削減を期待する向きもある。更にドライブレコーダーが実用化されると、デジタルタコグラフと連携させて運転記録と車内外の映像や音声を同時に記録できる機種も登場している。
また、関越自動車道高速バス居眠り運転事故や軽井沢スキーバス転落事故など、貸切バスが第一当事者となる重大事故が相次いだことから、貸切バス車両については2024年4月よりデジタルタコグラフを使用することが義務とされた。

## 主なメーカー
- トランストロン
- 矢崎総業[注釈 2] - 矢崎エナジーシステムに分社。
- デンソー
- 富士通
  - デンソー、富士通はトランストロンのOEM・ODM製品
- 堀場製作所 - 2011年までは子会社のホリバアイテックが製造。2012年に吸収合併。
- 光英システム - パナソニック関連会社

## 諸外国のタコグラフ
諸外国でもタコグラフや類似の運行記録装置は使われている。日本と同様に近年はデジタル化が進んでいる。

### ヨーロッパ (EU)

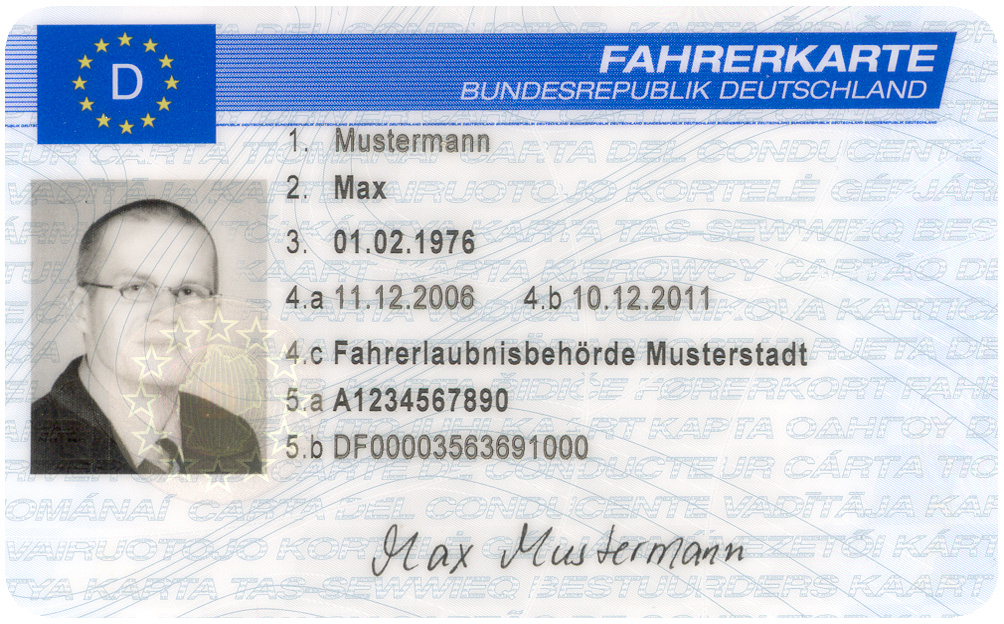
ドイツ仕様の運転手用デジタコカード表面。右の表記内容は以下の通り。
1. 苗字
2. 名
3. 生年月日
4a. カード発行日
4b. 有効期限
4c. カード発行機関
5a. 運転免許番号
5b. デジタコカード番号

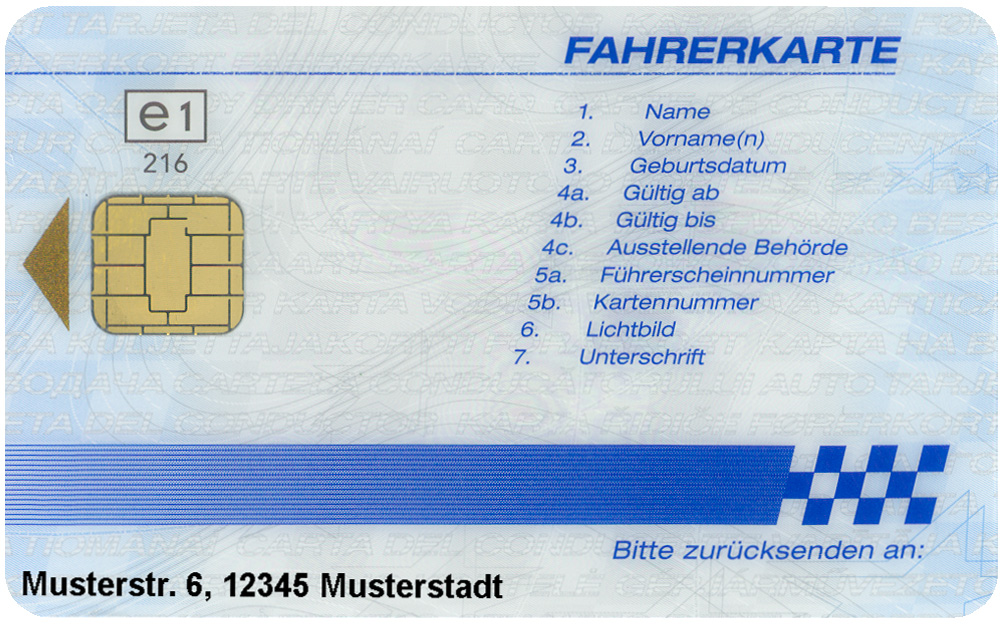
デジタコカード裏面。ICチップと表面記載の説明が書かれている

EUでは日本と同様のタコグラフが使用されてきた経緯があり、現在はデジタル化が進められている。EUのデジタコの機能は基本的には日本のものと同様ではあるが、これに挿入するデジタコ・カードの種類によって機能が変わる。カードは運転手用(Driver Card)、事業者用(Company Card)、整備工場用(Workshop Card)、警察用(Control Card)の4種類。事業者用を除く3つは運転免許証のようなものになっており、顔写真、氏名、有効期限、カードの発行機関などが記載されている。
- 運転手カード
  - 運行で使用されるもので、個々の運転手を識別し運行記録をつける。有効期間は5年。
- 事業者カード
  - 運送会社カードは運送会社の管理業務で使用するもの。車両ごとの運行記録履歴のバックアップ保存作業などで使う。また外部からのデータ読み取り制限をかけることもできる。有効期限は2年。
- 整備工場カード
  - 整備工場が車両の整備においてタコグラフの規正などで使うもの。タコグラフの記録機能に手を加えることから、不正防止の為にカード使用履歴も含めてデータが保存される。有効期間は1年。
- 警察カード
  - 警察がトラックの運行記録を調べるために使うもの。運行履歴のダウンロードや運送会社の違反履歴などを調べるためのもの。事業者カードでかけた制限を無効化し全ての記録を読みだせるという、非常に強力な権限を持っている。有効期間は1年。

### 北米 (アメリカ合衆国・カナダ)

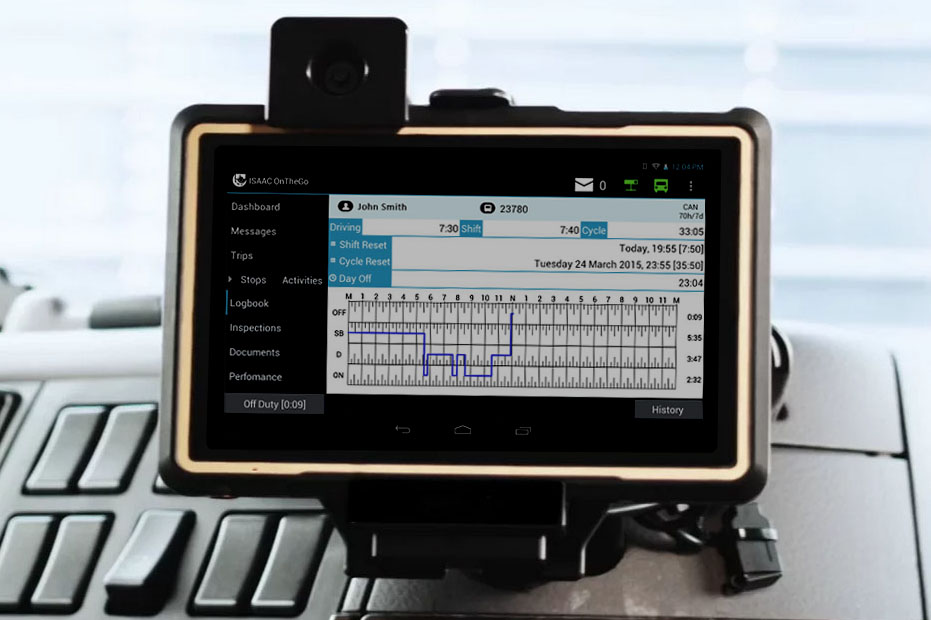
2015年ごろの電子運行記録装置。液晶モニターが付いている。

現在の北米では職業運転手が乗務する自動車にはen:Electronic logging device (通称はELD又はE-Log、電子運行記録装置)と呼ばれる、デジタコと同様の機能を持つ運行記録端末の搭載が義務付けられている。日本やヨーロッパとは異なりタブレット端末やカーナビゲーションのように液晶モニターが筐体に組み込まれており、タッチパネル操作によって走行や休憩などの記録をつけていく。また近年はELDアプリをインストールしたタブレット端末やスマートフォンをELDとして使用するものもある。
ELDの記録は純粋な運行記録や運行管理のみならず、自動車税や燃料税の支払いにも使われる。アメリカ本土48州とカナダ10州で構成されるen:International Registration Plan (IRP、国際自動車登録方式)とen:International Fuel Tax Agreement (IFTA、国際燃料税合意)は、二つ以上の州で運行されるトラックとバスの大型営業自動車について、その自動車が走行した州の距離の割合に応じ、自動車税と燃料税を加盟州で案分し課税する仕組みである。IRPとIFTAの課税に際し、州ごとの走行記録を算定する根拠としてELDの走行記録を用いる。ELDはGPS機能があり走行した経路や日時を記録していることから、年間走行距離の何割をどの州で走ったかの証拠になるからである。